# Congratulations (chanson de Cliff Richard)
Pour les articles homonymes, voir Congratulations.
Chansons représentant le Royaume-Uni au Concours Eurovision de la chanson
Puppet on a String
(1967) Boom Bang-a-Bang
(1969)
Congratulations (« Félicitations ») est la chanson du chanteur britannique Cliff Richard qui représente le Royaume-Uni au Concours Eurovision de la chanson 1968 à Londres, au Royaume-Uni.

## Concours Eurovision de la chanson 1968
La chanson est sélectionnée en 1968 à la suite de la sélection nationale A Song for Europe.
Elle participe à la finale du Concours Eurovision de la chanson 1968, le 6 avril 1968.

## Classements

### Classements hebdomadaires
| Classement (1968)                       | Meilleure position |
| --------------------------------------- | ------------------ |
| Afrique du Sud (Springbok Top 20)       | 4                  |
| Allemagne (Media Control AG)            | 3                  |
| Australie (Kent Music Report)           | 4                  |
| Autriche (Ö3 Austria Top 40)            | 2                  |
| Belgique (Flandre Ultratop 50 Singles)  | 1                  |
| Belgique (Wallonie Ultratop 50 Singles) | 1                  |
| Danemark (Tracklisten)                  | 1                  |
| (Promusicae)                            | 1                  |
| États-Unis (Hot 100)                    | 99                 |
| Finlande (IFPI Finland)                 | 3                  |
| France (IFOP)                           | 20                 |
| Irlande (IRMA)                          | 1                  |
| Norvège (VG-lista)                      | 1                  |
| Pays-Bas (Nederlandse Top 40)           | 1                  |
| Pays-Bas (Single Top 100)               | 1                  |
| Suisse (Schweizer Hitparade)            | 2                  |
| Royaume-Uni (UK Singles Chart)          | 1                  |